# Competitividade
A competitividade é a característica ou capacidade de qualquer organização em lograr cumprir a sua missão, com mais êxito que outras organizações competidoras. Baseia-se na capacidade de satisfazer as necessidades e expectativas dos clientes ou cidadãos aos quais serve, no seu mercado objectivo, de acordo com a sua missão específica, para a qual foi criada.
A competitividade é frequentemente vista no contexto da economia de mercado. Neste sentido, a competitividade empresarial significa a obtenção de uma rentabilidade igual ou superior aos rivais no mercado. Se a rentabilidade de uma empresa, numa economia aberta, é inferior à dos seus rivais, embora tenha com que pagar aos seus trabalhadores, fornecedores e accionistas, a médio ou longo prazo estará debilitada até chegar a zero e tornar-se negativa.

## Competitividade internacional
A competitividade internacional de um determinado país é a capacidade desse país para produzir e vender mais barato que os outros países, seus concorrentes.
Um país com maior competitividade é um país que consegue com maior facilidade, colocar os bens e serviços que produz, nos mercados externos, aumentando por isso as suas exportações.
A competitividade internacional é geralmente medida pela taxa de câmbio real.

### Competitividade: "The World Competitiviness Scoreboard 2009
O relatório da competitividade, publicado anualmente pelo Institute for Management (IMD) é a pesquisa mundial líder quando à análise de rankings das competências de uma nação para proporcionar um ambiente que sustente a competitividade das empresa. Abrange 55 economias e regiões económicas recorrendo a 323 critérios.
As empresas estão bastante dependentes do contexto nacional em que estão inseridas. Algumas nações fomentam a competitividade mais do que outras, cirando um enquadramento mais favorável ao êxito dos negócios
No relatório de competitividade são considerados quatro factores principais. A eficiência empresarial; a eficiência governamental; a performance económica e as infra-estruturas. Estes quatro factores incluem vinte subfactores, nomeadamente finanças públicas, politica fiscal, mercado de trabalho, sistema financeiro, práticas de gestão, atitudes e valores, produtividade e educação.
Algumas considerações relativamente ao ranking de 2009:
•Apesar da crise económica os EUA mantiveram o primeiro lugar, tendo Hong Kong ultrapassado Singapura
•Oito dos primeiros quinze lugares são ocupados por países europeus
•A maioria dos países situados nos primeiros lugares é de pequena dimensão
•A China consome 47% da produção mundial de cimento, 31% da produção mundial de carvão, 27% do aço, 19% do alumínio, 20% do cobre, 33% do peixe, mas apenas 8,5% do petróleo, prevendo-se que o consumo triplique até final  de 2030
•Actualmente, toda a Ásia consome 25 milhões de barris de petróleo por dia, tal como os EUA. Contudo a sua população é 10 vezes superior
•A performance da economia europeia mantém-se ligeiramente abaixo das expectativas. As diversas tentativas para reavivar a competitividade da Europa parecem ter falhado até agora, e o programa de Lisboa que tinha como objectivo tornar a Europa na região mais competitiva do mundo parece ainda não ter produzido resultados.
•Os problemas da competitividade europeia parecem prender-se com a rigidez das leis laborais, a falta de competição interna, a elevada carga fiscal e a dimensão excessiva da administração pública.
A lista de considerações a retirar do “The World Competitiviness Scoreboard 2009” é muito extensa. Contudo pode-se concluir que na primeira fase de globalização, os países mais ricos deslocalizaram actividades para os mais pobres, conseguindo grandes reduções em custos, o que permitiu manter níveis baixos de inflação. Estamos actualmente na segunda fase, em que os países emergentes estão a evoluir consideravelmente, erradicando a pobreza, mas aumentando consideravelmente o consumo de recursos escassos, como a agua, a energia e as matérias primas, o que  se repercute numa evolução rápida dos seus preços. A inflação mundial medida entes da actual crise estava já nos seis por cento, podendo voltar a esse valor ou mesmo ultrapassa-lo, quando se consumar a retoma económica.
Neste ambiente de globalização, a relação preço/ qualidade da mão-de-obra, bem como a fiscalidade constituirão factores decisivos à realocação do investimento mundial
Thomas L. Friedman, em “ O mundo é Plano”, recorre a uma imagem que constitui uma verdadeira lição e um hino à competitividade. O Autor diz-nos:
“Em África, todas as manhãs, uma gazela acorda.
Sabe que tem que correr mais depressa que o leão, ser mais veloz ou será morta.
Todas as manhãs um leão acorda.
Sabe que tem que correr mais depressa que a gazela mais lenta, ou morrerá de fome.
Não interessa se és um leão ou uma gazela.
Quando o sol se levantar será bom que corras. "

### Taxa de câmbio real
A taxa de câmbio real mede a variação relativa do nível geral de preços de um país face ao resto do mundo.
Uma variação positiva (negativa) da taxa de câmbio real, significa um aumento (uma diminuição) de competitividade do país em analise, uma vez que se a taxa de câmbio real sobe (baixa) significa que os preços aumentaram (diminuíram) de forma mais significativa, nos outros países, logo os produtos produzidos pelo país em analise tornaram-se mais baratos (caros) relativamente, logo estamos perante um ganho (uma perda) de competitividade.
Porém existe uma dificuldade prática no calculo da taxa de câmbio real, uma vez que a comparabilidade dos preços só é possível se os respectivos preços se apresentarem na mesma unidade monetária, o que implica converter os diversos preços (em moedas diferentes), numa mesma moeda, através das respectivas taxas de câmbio existentes entre as diversas moedas.
Este problema da multiplicidade das taxas de câmbio pode ser resolvido através do cálculo de um índice externo, que agrupe os diversos índice de preços ao consumidor dos diferentes países parceiros comerciais, num único indicador, através de ponderações adequadas (respeitando o peso das exportações e importações para e de cada parceiro comercial), esse indicador chama-se índice de taxa de câmbio efectiva (ITCN).

### Índice de taxa de câmbio efectiva (ITCN)
O ITCN mede o valor de uma moeda em termos de um cabaz de outras moedas.
Geralmente esse cabaz é representativo da estrutura do comercio externo desse país (ponderação segundo o peso de cada parceiro comercial, no comercio externo do país; exportações e importações).
Uma subida do ITCN representa uma depreciação da moeda nacional.

## Competitividade do Sector do Calçado
As vantagens dinâmicas de competitividade do sector, nos dias de hoje, residem na capacidade de evoluir para produtos com maior valor acrescentado e de adaptar novos processos industriais mais flexíveis, apostando nas economias de gama, em detrimento das economias de escala. Esta mudança estratégica de reposicionamento na “curva da experiência”, possível através do efeito combinado de factores como, a aprendizagem, a especialização, as economias de escala e as novas tecnologias, permitiu maior rapidez de resposta ao mercado.
Consequentemente, as regiões que efectuaram um up grade da produção (efectiva ou subcontratada) conheceram um aumento de valor acrescentado, que se reflectiu na sua situação concorrencial.
Esta dinâmica dos mercados pode ser interpretada como consequência do fenómeno da deslocalização da produção das zonas onde o produto se encontra em fase de maturidade para as economias onde o sector se encontra em fase de expansão, o que terá induzido parte dos novos fluxos comerciais. Esta realidade é tão mais evidente se se observar que os países em vias de desenvolvimento embora sejam os que mais têm contribuído, em volume para a produção mundial de calçado, são os que têm vindo a apresentar um menor valor acrescentado

## Competitividade Organizacional
A competitividade organizacional é um tópico que, desde há muito e profundamente tem concitado grande interesse entre os investigadores das organizações. Uma das grandes abordagens identificadas, encetou-se com os trabalhos de O'Reilly e seus colaboradores, e propõe a existência de três distintas formas de ligação psicológica entre um indivíduo e a organização:
Complacência: ocorre quando os membros organizacionais adoptam certas atitudes e comportamentos tendo em vista a recepção de recompensas ou o evitar de punições.
Identificação:envolve a aceitação da influência tendo em vista a satisfação de um desejo de afiliação para com a organização.
Internalização:ocorre quando as pessoas adoptam atitudes e comportamentos devido ao ajustamento entre hierarquias de valores e os valores organizacionais.

## Competitividade na Indústria
Para analisar a competitividade das empresas, de acordo com Boston Consulting Group (BCG), são considerados, principalmente, quatro fatores: os níveis salariais dos trabalhadores, o preço da energia, os índices de produtividade em cada país e as taxas de câmbio. De acordo com o Relatório Global de Competitividade, o Brasil perdeu mais 18 posições no ranking das economias mais competitivas do mundo, caindo para a 75ª colocação em 2015. São fatores básicos de competitividade a confiança nas instituições, condições das contas públicas e sofisticação dos negócios, como a capacidade de inovar e educação. Ainda de acordo com o relatório, entre os motivos que impulsionam a queda estão deterioração de indicadores como confiança pública em políticos, pagamentos irregulares e subornos, comportamento ético das empresas, pouca eficácia dos conselhos corporativos, citando os recentes escândalos de corrupção envolvendo poder público, partidos políticos e iniciativa privada. O Mapa Estratégico da Indústria, elaborado pela Confederação Nacional da Indústria (CNI), identifica dez fatores-chave da competitividade brasileira, que apontam os caminhos que o país e a indústria devem seguir para alcançar o crescimento sustentado. Os dez fatores são: educação, eficiência do estado, ambiente macroeconômico, segurança jurídica e burocracia, desenvolvimento de mercados, infraestrutura, tributação, relações do trabalho, financiamento e inovação e produtividade. O balanço de 2016 do Mapa mostra que dificilmente o Brasil alcançará as metas traçadas para os próximos seis anos. 

## Tecnologia da Informação e Novas Dinâmicas Competitivas
Dinâmicas competitivas descrevem uma série de ações e reações executadas pelas empresas em seus setores e indústrias. Pesquisas sobre a dinâmica competitiva e sua importância foram motivadas pela teoria da destruição criadora de Schumpeter, o qual argumenta que para entender a competição nos negócios, a interação de ações e reações deve ser analisadas.
Os efeitos  na dinâmica competitiva causado pela implementação de tecnologia da informação nos processos de negócios aumentaram drasticamente desde a década de 1990, durante a adoção em massa da Internet e dos softwares corporativos (como CRM, ERP) pelas empresas. Estes efeitos foram estudados, com ênfase nos indicadores de concentração da indústria, turbulência, e espalhamento de desempenho.
A revolução nas dinâmicas competitivas não terminou, nem mesmo na economica americana. Essas mudanças ainda irão se propagar para outros países, junto com o crescimento dos investimentos em TI.

##### O Surto de TI[8]
Em meados da década de 1990, a competição começou a crescer a uma taxa nunca antes vista. Há diversas razões que possam explicar isso, como a abertura dos mercados globais e contínuos investimentos em pesquisa e desenvolvimento pelas empresas. No entanto, o forte aumento de investimentos em TI desempenha um papel central nesse. Este foi o momento em que a Internet e softwares corporativos foram amplamente adotados nos negócios. Segundo o Escritório de Análise Econômica dos Estados Unidos (Bureau of Economic Analysis), os investimentos em TI aumentaram de cerca de US$3500 por trabalhador para US$8000 por trabalhador, entre os anos de 1994 e 2005. Ao aumento no investimento em TI, não está relacionado apenas o aumento da produtividade, mas também da competitividade.

### Mudanças na Competitividade
Michael E. Porter caracteriza estratégias competitivas em três tipos:
- Baseada em Custos: se a empresa consegue produzir com custo muito menor que seus concorrentes. Muito relevante em commodities e produtos eletrônicos.
- Baseada em Diferenciação: quando a empresa oferece produtos com qualidades ou serviços únicos.
- Especialização: quando a empresa se especializa em um nicho específico.

Redução de custos acentuada muda significativamente as estratégias de competitividade nas indústrias. Num ambiente como esse, empresas buscam oportunidades estratégias através da tecnologia da informação, para reduzir mão de obra, ou crescer sem a necessidade de contratar mais funcionários, melhorar o aproveitamento de materiais, maior eficiência de maquinário através de melhorias no cronograma, inventários reduzidos. Ou, as empresas podem incrementar o valor de seus produtos e alterar sua estratégia competitiva, saindo de baseada em custos para diferenciação.
Nas indústrias com predominância de competição baseada em custos, a tecnologia da informação possibilitou o desenvolvimento de produtos e processos tão diferentes que a base das estratégias mudou completamente. Essas empresas que utilizavam a tecnologia apenas para reduzir custos de produção, substituindo mão de obra e aumentando eficiência, ficaram para trás quando competidores utilizaram os dados gerados pelas novas ferramentas de TI para desenvolver novos processos e novas estratégias de negócio. Estas conseguiam saber quais produtos vendiam mais em locais diferentes, gerando um aumento substancial nas vendas.
Em um curto espaço de tempo, essas mudanças nas dinâmicas competitivas alteraram completamente os modelos de negócios e estruturas das organizações.
A possibilidade de utilizar tecnologia da informação para desenvolver produtos de melhor qualidade, que são entregues em menos tempo, custam menos e também possibilita personalizar produtos de acordo com as necessidades do consumidor, deu as empresas novas armas para aumentar suas vantagens competitivas. Muitas vezes, essas melhorias tem um custo extra muito baixo, e um retorno muito alto.
Dentre essas novas armas, uma das maiores foi a capacidade das empresas de tornar os dados que a companhia gera em um produto que gera receita. Foi isso que possibilitou o surgimento dos gigantes da tecnologia que existem hoje.

#### Os Desafios
Um monitoramento detalhado das novas tecnologias de informação e constante diálogo com os usuários são necessários para que vantagens competitivas sejam alcançadas. Esse processo é complicado pelo fato de muitos produtos serem estratégicos porém os possíveis benefícios gerados são muito subjetivos e difíceis de verificar. É possível que uma gerência muito rígida em ROI (return on investment) acabe focando em objetivos menores ao invés de grandes oportunidades estratégias que são mais difíceis de analisar.

### Mudanças no Papel do Executivo[9]
Neste novo cenário, executivos insistem que os resultados das aplicações em TI deixem claro o seu real impacto na competitividade. Isso é feito identificando prioridades para alocar recursos financeiros e humanos. Uma grande dificuldade para gerentes é perceber que a quantidade de esforço necessária para substituir sistemas ultrapassados e a manutenção dos novos é muito maior do que o esperado.
Além disso, muitas vezes é ignorada a necessidade de investir em pesquisa e desenvolvimento da empresa para acompanhar as inovações em tecnologia, e para que a empresa tenha conhecimento de todas as novas possibilidades proporcionadas. De um lado, os executivos são muito dispostos a realizar investimentos que acrescentam vantagem competitiva a empresa. Do outro, também precisam investir para recuperar ou manter sua competitividade. Isto é feito com resistência, pois a empresa está tentando corrigir seus erros e limitações.
Por um tempo, era normal na indústria que organizações e indivíduos compartilhassem externamente sobre seus investimentos em tecnologia da informação e seus planos, pois acreditava-se que vantagens competitivas não surgiriam unicamente da tecnologia e que a colaboração auxiliaria nos processo administrativos. Porém, os executivos e gerentes passaram a tomar medidas mais cuidadosas, tentando garantir confidenciabilidade de estratégias tecnológicas, sendo mais seletivos em quem poderia participar de reuniões e no que poderia ser conversado com pessoas de fora da organização.
Outro costume que precisou ser modificado, foi o uso de valores padronizados simples nos cálculos de investimento em TI. O valor alocado para este orçamento muitas vezes saía de uma porcentagem das vendas, por exemplo, independente da empresa. No novo cenário competitivo, não se pode mais comparar o investimento de duas empresas diferentes dessa forma. Para uma empresa, investir 6% de seu faturamento em TI pode ser pouco, enquanto para outra, 1% pode ser mais que o necessário.
Aplicações em TI disseminadas em toda a organização tem efeitos secundários em outras áreas do negócio, os quais não podem ser ignorados. Nem tudo que os softwares corporativos trazem é positivo por si só. Tanto no desenvolvimento quanto na implementação e no uso, surge a possibilidade de ineficiências, gastos excessivos, vulnerabilidade de informação, entre outros efeitos secundários.

### Concentração na Indústria, Turbulência e Espaçamento de Desempenho
A diferença entre os resultados dos líderes de mercado e dos demais participantes se expandiu, o que levou a um cenário chamado Winner-take-all markets - mercados onde o vencedor "leva tudo" - em que poucas empresas dominam a maior fatia do mercado. Esses padrões são muito semelhantes aos previstos por Schumpeter há mais de 60 anos. E essas dinâmicas competitivas são mais evidentes nos setores que mais investiram em TI, como nos mercados de produtos digitais (por exemplo, software de computador, música), onde os concorrentes podem rapidamente tirar uma parcela significativa do mercado um do outro.
A principal razão que tornou isso possível não é o fato de haver mais produtos digitais sendo produzidos, mas pelos processos de negócios também estarem sendo digitalizados. Tais processos podem ser replicados com alta fidelidade em toda a organização - não importando o tamanho da sua integração - incorporando-o à tecnologia da informação. Como resultado, as inovações podem se espalhar rapidamente, levando ao domínio da indústria. Ao mesmo tempo, os concorrentes tem potencial de revidar com mais inovações em seus processos para recuperar a participação de mercado.
A concentração na indústria é outro termo para o winner-take-all market. Setores turbulentos são aqueles em que os competidores estão constantemente trocando de posição nos rankings, devido à capacidade de rapidamente conquistar (ou perder) uma grande fatia do mercado. E por último, o espaçamento de desempenho é alto em uma indústria quando a diferença entre os resultados dos líderes de mercado e dos retardatários é grande, em medidas como faturamento, lucro, capital acumulado.Todos esses indicadores acompanharam o aumento do investimento em TI desde meados da década de 1990.
O fato de haver inúmeras inovações em TI também não é o motivo do aumento na competitividade, mas o fato de essas tecnologias permitirem que os modelos operacionais das empresas sejam amplamente propagados, com rapidez e confiabilidade. Compartilhar e replicar esses modelos da maneira como era feito antes dessa prática se difundir era lento e imperfeito, e a participação de mercado em geral mudava pouco de ano para ano.
Agora, as empresas com os melhores processos dominam o mercado na maioria das indústrias, já que praticamente todas elas dependem fortemente de TI. No entanto, os concorrentes também podem implantar e propagar inovações em seus processos muito mais rapidamente, permitindo que eles tomem medidas competitivas mais frequentemente do que antes.
Tudo isso resulta em um maior espaçamento de desempenho quando as empresas cujas inovações são mais bem-sucedidas continuam avançando. A concentração na indústria aumenta à medida que os pequenos concorrentes são expulsos do mercado, pois não conseguem sobreviver com tão pouca participação. No entanto, a turbulência também aumentará, pois os concorrentes que conseguem sobreviver continuarão inovando, permitindo-lhes retomar a participação de mercado em pouco tempo.
As habilidades das empresas em escolher, explorar e implementar novas tecnologias sempre variou muito, e a tecnologia da informação acelerou e ampliou essas diferenças.

### Competir com Processos de Negócio Digitais
Três diretrizes gerais podem ser usadas na estruturação de uma estratégia de competição nessas novas dinâmicas:
1. Implantar
2. Inovar
3. Propagar

Primeiro, uma boa plataforma de tecnologia é implantada. Então, a estratégia de inovação desenvolvida pela empresa diferencia seus negócios dos concorrentes. Por fim, a plataforma é usada para propagar as inovações por toda a organização com confiabilidade.
Para que uma estratégia seja bem-sucedida, os processos de negócios geralmente possuem algumas dessas características:
- Pode ser aplicado em todo o espaço da empresa. Ou seja, em cada loja, fábrica, departamento.
- Os resultados são imediatos. Quando o novo sistema é implantado, as alterações do processo devem ser imediatamente visíveis.
- Os processos são altamente precisos. Orientações genéricas incorrem em propagação não confiável.
- Consistência, em todo lugar e toda vez que for usado.
- Fácil de monitorar.

### Os Desafios da Implementação
A facilidade de acesso a softwares corporativos adicionou um novo tópico na lista de responsabilidades da alta gerência: determinar quais aspectos das empresas e seus modelos de negócios devem ser globalmente consistentes, e usar a tecnologia para replicá-los com perfeição. Existem dois obstáculos na implementação, fazendo com que muitas empresas relutem para aceitar as novas dinâmicas: fragmentação e autonomia.
Quando uma empresa faz altos investimentos em softwares padronizados para toda a organização, se cada departamento ou loja tiver autonomia para implementá-los de maneiras diferentes da que foi planejada, os dados e processos se tornarão inconsistentes. O resultado é então oposto ao esperado na competitividade da empresa, quando ela decidiu comprar o software. Se essa fragmentação ocorre, custa muito tempo e muito dinheiro para reparar e integrar todos os sistemas e tornar os processos padronizados.
Após a implementação, ainda há cinco armadilhas que, se ignoradas, podem fazer com que o projeto falhe completamente. Mesmo que não falhe, podem atrasar ou reduzir seus benefícios significativamente.

#### Inércia
Após todos os envolvidos terem chegado a um acordo e o projeto ser aprovado, a inércia acontece quando mesmo assim não há progresso nos passos da implementação. Fica evidente a existência de inércia quando datas de entrega não são cumpridas, cronogramas que são constantemente prolongados. O preço da inércia é alto: funcionários, consultorias e equipamentos continuam trazendo gastos mesmo quando nada está acontecendo.
Há vários fatores que aumentam as chances da inércia impedir o progresso. Um é a introdução de muitos novos processos ao mesmo tempo. Outro é a complexidade de automatizar processos que são difíceis de embarcar em software, como a otimização da produção ou da logística. Também quando muitos grupos da organização são afetados pelos novos processos e podem querer que as mudanças aconteçam lentamente, pois acreditam que seu papel na empresa será comprometido ou substituído.

#### Resistência
Resistência acontece quando as partes interessadas não chegam a um acordo se a implementação deve prosseguir ou não. Não por conta de complexidade dos novos processos, mas porque seus objetivos estão muito distantes do modelo atual da organização. Também é um risco quando as intenções de um grupo difere do outro. A resistência também fica evidente quando falta progressão ao longo do tempo, mas é marcada por argumentações dos que são contra, manobras políticas e até hostilidade em relação ao projeto.

#### Erro de Especificação
Quando os novos processos são muito complexos de serem transferidos para software, há grandes riscos de erro na especificação. Quando isso acontece, a empresa terá um sistema que tecnicamente funciona, mas não traz nenhum benefício na execução dos negócios. Também é comum acontecer quando a empresa tenta mudar o modelo fornecido por uma empresa de TI. As customizações feitas pela empresa podem se tornar instáveis e acabar prejudicando os processos de negócio.

#### Uso Indevido
Quando o sistema já foi implementado e está em andamento, o uso indevido é algo muito comum quando os usuários não estão acostumados com a nova tecnologia ou se o software atinge vários departamentos da organização. Os usuários tendem a inserir dados incorretos ou incompletos, e o prejuízo desses erros se multiplica de acordo com as áreas atingidas pelo processo.

#### Falta de Uso
O uso indevido é fácil e rápido de identificar, porém falta de uso é uma armadilha menos evidente, principalmente quando outras tarefas do processo não são imediatamente afetadas. Se os usuários puderem executar suas atividades sem utilizar a nova tecnologia, eles tendem a manter a forma de trabalhar com a qual já estão acostumados. E também pode surgir quando os usuários não estão acostumados ao tipo de tecnologia implementado.

### Propagação:top-downebottom-up
Parte dos benefícios de sistemas corporativos tem sido a possibilidade da gerência de impor melhores práticas e processos padronizados globalmente, eliminando a confusão de práticas individuais e inconsistentes. Não há vantagem competitiva quando cada departamento usa seus próprios processos de negócio, quando as melhores práticas já foram desenvolvidas.
Aplicações de TI também mostraram que as inovações não emanam necessariamente da alta gerência. Novas ideias podem se propagar a partir de níveis mais baixos da organização. Como quando milhares de empregados estão insatisfeitos com algum processo da empresa e decidem compartilhar ideias de como melhorar. Inovações podem trazer grandes benefícios para a empresa sem ter surgido dos gerentes.

## Produtividade
A produtividade é a capacidade de produzir mais satisfatoriamente (sejam bens ou serviços) com menos recursos. Isto resulta num custo baixo que permite preços mais baixos (importante para as organizações mercantis) ou pressupostos menores (importante para organizações de Governo ou de Serviço Social).
Em busca da competitividade as organizações adotam estratégias.

## Serviço
É a capacidade de tratar os seus clientes ou cidadãos atendidos, de forma honesta, justa, solidária e transparente, amável, pontual, etc., deixando-os satisfeitos na relação com a organização.